# Leucania leucosticha
Leucania leucosticha là một loài bướm đêm trong họ Noctuidae.